# Marc Pubill
Marc Pubill Pagés (* 20. Juni 2003 in Terrassa) ist ein spanischer Fußballspieler.

## Karriere

### Verein
Aus der Jugend von CE Manresa kommend, ging er im Sommer 2011 zu Espanyol Barcelona, bevor er nach einigen Jahren zur Jugendabteilung des Club Gimnàstic Manresa wechselte. Dort durchlief er die weiteren Mannschaften bis zur U19 und wechselte anschließend zur UD Levante. Dort rückte er Mitte 2021 schließlich in die zweite Mannschaft des UD Atlético Levante vor. Hier kam er im Dezember 2020 zu seinem Debüt und wurde auch in einigen Begegnungen der folgenden Hinrunde in der Segunda Federación eingesetzt. Zur Spielzeit 2022/23 bekam er einen festen Platz in der ersten Mannschaft, wo er bereits am 20. Dezember 2021 sein LaLiga-Debüt bei einer 3:4-Niederlage gegen den FC Valencia gab, dabei stand er auch direkt in der Startelf.
Am Ende der Spielzeit stieg er mit seiner Mannschaft jedoch ab, bekam nun aber in der Rückrunde weiter konsistent Spielzeit. Für eine Ablösesumme von 5 Mio. € wechselte er Anfang August 2023 zur UD Almería zurück in die erste Liga. Hier zog er sich Anfang September 2023 eine Knieverletzung zu, wodurch er nach der notwendigen Knieoperation bis Ende des Jahres ausfiel. Nach seinem Wiedereinstieg ging es für ihn wieder zurück auf den Platz und ab Anfang 2024 kam er wieder in fast jeder Partie zum Einsatz. Hier erzielte er dann auch ein erstes Saisontor und machte noch drei Vorlagen. Dies reichte aber nicht aus, um seine Mannschaft alleinig vor dem Abstieg zu retten – und so musste er mit einem Klub erneut nach nur einer Saison wieder in die zweite Liga absteigen.
Im Juli 2025 wechselte er zu Atlético Madrid und unterschrieb dort einen Vertrag bis 2030.

### Nationalmannschaft
Im Oktober 2021 kam er in zwei Partien für die spanische U19 zum Einsatz. Weitere zwei Einsätze mit der U21 folgten im März 2024.
Für die Olympischen Spiele 2024 in Paris wurde er für den spanischen Olympiakader nominiert und kam gleich im ersten Gruppenspiel zum Einsatz. Bei dem 2:1-Auftaktsieg über Usbekistan erzielte er in der 28. Minute nach Vorarbeit von Abel Ruiz zudem das zwischenzeitliche 1:0. Mit seiner Mannschaft gewann er die Goldmedaille.

## Titel
- Olympiasieger: 2024